# 菊村紀彦
菊村 紀彦（きくむら のりひこ、1924年12月15日- 2010年）は、日本の仏教学者、著述家、翻訳家、作曲家、作詞家、音楽プロデューサー、東京シャンソン協会初代会長。
「菊村紀彦」は書籍を執筆したり、音楽を作曲したりするときの筆名であるが、弟子たちからも「菊村先生」としか呼ばれておらず、事実上の名前にも等しい。戸籍名は、椎名重胤。

## 経歴
東京出身。東洋大学大学院仏教学研究科修士課程修了。浄土教学空性論専攻。日本仏教思想研究所長、日本仏教学院長、寂光山檀林寺管主、日本仏教書道研究会長を務めた。

### 椎名家について
先祖は高松藩の椎名氏。明治時代に財を成した椎名秀胤の子孫筋に当たり、父の長兄・椎名芳胤は、大正時代の日本鉱業株式会社の営業部長から幹部にのぼりつめた実業家で、のちに久原房之助、鮎川義介らと共に日本鉱業の実権を握っていた人物の一人であった。叔父・芳胤は実業家だったが、重胤（菊村紀彦）は学者肌・芸術家肌であった。

## 実績
国際的にも仏教哲学者と評価されており、『SINRAN』を英訳。また、音楽家としても活躍。NHKの音楽番組「思い出のアルバム」「若いアジア」「アジアのメロディ（NHK国際放送開始記念）」、1990年10月21日放送のNHK「こころの時代」宗教・人生＂般若心経＂賛歌などの構成・出演・講話、オペラやミュージカルの演出などを日劇で手がける。1943年以来、シャンソンの普及に尽力、日本の歌曲の研究家として実践。

## エピソード
歌手・木の実ナナの名付け親。菊村紀彦作詞・作曲「東京キカンボ娘」（1962年）は、木の実ナナのデビュー曲。「菊村紀彦」のローマ字イニシャルは「K.N」、「木の実ナナ」のイニシャルも「K.N」であり、これは、名付け親・菊村の案であった。

## 聖真一郎との関係
翻訳家・聖真一郎と家族親族ぐるみで交流があった。1986年3月、聖が『ダイヤモンド・スートラ』（仏教経典「金剛般若経」に関する英語講話訳）を翻訳出版してまもなく、菊村は東京の紀伊國屋書店でそれを購入した。1999年7月、菊村は香川県を訪問、高松と坂出にある椎名家の墓前にて実際に追善供養している。その後、聖家を訪問し長時間の歓談をしている。

## 隠遁生活
歌謡界にかかわったのは、NHK国際放送開始25年記念番組などの構成や、木の実ナナのような一部の歌手だけであって、菊村は清貧を旨とし、売名行為や商業主義をしりぞけ、生涯菜食主義を通した。
菊村紀彦はある意味で万能の天才とも呼ばれ、「東洋のレオナルド・ダヴィンチ」とも呼ばれた

## 著作リスト
- 『シャンソン曲集』第1-2　創学社 1957-58
- 『シャンソンハンドブック』婦人画報社 1959
- 『赤穂浪士討入り以後』人物往来社 1965
- 『弁慶の謎』大和書房 ペンキン・ブックス 1966
- 『源義経の旅』雪華社 1966
- 『源義経の謎』大和書房 ペンキン・ブックス 1966
- 『江戸城 暗殺事件の謎』大和書房 ペンキン・ブックス 1967
- 『親鸞 その生涯とこころ』社会思想社 現代教養文庫 1968
- 『日蓮 その生涯とこころ』社会思想社 現代教養文庫 1971
- 『釈迦の予言』雄山閣出版 1974
- 『道元 その生涯とこころ』社会思想社 現代教養文庫 1974
- 『金子大栄 人と思想』読売新聞社 1975
- 『蓮如 その人と行動』雄山閣出版 1975
- 『仏教と音楽 東洋思想による音楽美学』大蔵出版 大蔵新書 1976
- 『親鸞のことば』雄山閣出版 1978
- 『心の弱い人ほど大きくなれる 優秀な人間ほど最初は弱かった』日新報道 1981
- 『「歎異抄」に学ぶ人生の知恵 不安な時代をどう生きればよいか』日新報道 1982
- 『浄土の世界』勁草書房 1983
- 『読む仏教百科』河出文庫 1984
- 『親鸞の時代』河出文庫 1985
- 『釈迦の予言 月蔵経の世界』雄山閣出版 1986
- 『親鸞入門問答事典』大和書房 1986
- 『法話親鸞聖人』雄山閣出版 1986
- 『名僧のことば』河出文庫 1986
- 『歌のバラード 菊村紀彦作曲集』芸術現代社 (発売) 1987
- 『親鸞・道元・日蓮 その人と思想』大和書房 1987
- 『恵信尼から見た親鸞』鈴木出版 1988
- 『親鸞-『教行信証』の世界』雄山閣出版 1988
- 『蓮如 乱世に生きたオルガナイザー』鈴木出版 1988　のち現代教養文庫
- 『ニッポン・シャンソンの歴史』雄山閣出版 1989
- 『般若心経 濁りの世を生き抜く人生の知恵 詩訳』読売新聞社 1990
- 『盤声 いのちのことば 1』仏教タイムス社 1990
- 『親鸞とその時代』東京堂出版 1992
- 『般若心経・読む書く考える』雄山閣出版 1992
- 『地獄と極楽 だれが作ったか永遠のテーマ 釈迦とともに生きる』雄山閣出版 1995
- 『仏教を知る辞典』東京堂出版 1996
- 『セラピー健康法 心と癒しの科学』雄山閣出版 1997
- 『名僧名言辞典』東京堂出版 1997
- 『知られざる仏教』愁飛社 1998

### 編共著
- 『アジアの歌』編著 野ばら社 1961
- 『永遠の親鸞 金子大栄のことば』編 雄山閣出版 1976
- 『親鸞辞典』編 東京堂出版 1978
- 『金子大栄対話集』編 弥生書房 1979
- 『親鸞の妻・恵信尼』仁科龍共著 雄山閣出版 1981

### 論文
- CiNii>菊村紀彦
- INBUDS>菊村紀彦